# Liste der Baudenkmale in Brevörde
In der Liste der Baudenkmale in Brevörde sind die Baudenkmale der niedersächsischen Gemeinde Brevörde und ihrer Ortsteile im Landkreis Holzminden aufgelistet.

## Allgemein
In den Spalten befinden sich folgende Informationen:
- Lage: die Adresse des Baudenkmales und die geographischen Koordinaten. Kartenansicht, um Koordinaten zu setzen. In der Kartenansicht sind Baudenkmale ohne Koordinaten mit einem roten Marker dargestellt und können in der Karte gesetzt werden. Baudenkmale ohne Bild sind mit einem blauen Marker gekennzeichnet, Baudenkmale mit Bild mit einem grünen Marker.
- Bezeichnung: Bezeichnung des Baudenkmales
- Beschreibung: die Beschreibung des Baudenkmales. Unter § 3 Abs. 2 NDSchG werden Einzeldenkmale und unter § 3 Abs. 3 NDSchG Gruppen baulicher Anlagen und deren Bestandteile ausgewiesen.
- ID: die Objekt-ID des Baudenkmales
- Bild: ein Bild des Baudenkmales, ggf. zusätzlich mit einem Link zu weiteren Fotos des Baudenkmals im Medienarchiv Wikimedia Commons. Wenn man auf das Kamerasymbol klickt, können Fotos zu Baudenkmalen aus dieser Liste hochgeladen werden:

## Brevörde
Baudenkmale im Ortsteil Brevörde.

### Gruppe: Wohnwirtschaftsgebäude Glessestr.
Die Gruppe „Wohnwirtschaftsgebäude Glessestr.“ hat die ID 26972805.

| Lage                                         | Bezeichnung              | Beschreibung | ID       | Bild |
| -------------------------------------------- | ------------------------ | ------------ | -------- | ---- |
| Glessestraße 4 51° 54′ 45″ N, 9° 25′ 33″ O   | Wohn-/Wirtschaftsgebäude |              | 26790357 | BW   |
| Untere Straße 24 51° 54′ 44″ N, 9° 25′ 33″ O | Wohn-/Wirtschaftsgebäude |              | 26790508 | BW   |

### Gruppe: Hofanlage Kirchstraße 2
Die Gruppe „Hofanlage Kirchstraße 2“ hat die ID 26972794.

| Lage                                      | Bezeichnung              | Beschreibung | ID       | Bild |
| ----------------------------------------- | ------------------------ | ------------ | -------- | ---- |
| Kirchstraße 2 51° 54′ 46″ N, 9° 25′ 37″ O | Wohn-/Wirtschaftsgebäude |              | 26790390 | BW   |
| Kirchstraße 2 51° 54′ 46″ N, 9° 25′ 38″ O | Scheune                  |              | 26790406 | BW   |

### Einzeldenkmale
| Lage                                                   | Bezeichnung              | Beschreibung                                    | ID       | Bild |
| ------------------------------------------------------ | ------------------------ | ----------------------------------------------- | -------- | ---- |
| Glessestraße 51° 54′ 48″ N, 9° 25′ 28″ O               | Scheune                  |                                                 | 26790340 | BW   |
| Glessestraße 9 51° 54′ 47″ N, 9° 25′ 32″ O             | Wohn-/Wirtschaftsgebäude |                                                 | 26790373 | BW   |
| Kirchstraße 4 51° 54′ 47″ N, 9° 25′ 36″ O              | Wohn-/Wirtschaftsgebäude |                                                 | 26790422 | BW   |
| Obere Straße 18 51° 54′ 45″ N, 9° 25′ 42″ O            | Wohn-/Wirtschaftsgebäude |                                                 | 26790457 | BW   |
| Untere Straße 9 51° 54′ 42″ N, 9° 25′ 46″ O            | Wohn-/Wirtschaftsgebäude |                                                 | 26807217 | BW   |
| Untere Straße 16 51° 54′ 44″ N, 9° 25′ 41″ O           | Doppelwohnhaus           |                                                 | 26790474 | BW   |
| Untere Straße 20 51° 54′ 44″ N, 9° 25′ 40″ O           | Kriegsmahnmal            |                                                 | 26790439 | BW   |
| Untere Straße 20 51° 54′ 44″ N, 9° 25′ 38″ O           | Kirche (Bauwerk)         | Ev. Pfarrkirche St. Urban Brevörde              | 26790491 | BW   |
| Untere Straße 33 51° 54′ 43″ N, 9° 25′ 37″ O           | Schule                   |                                                 | 26790541 | BW   |
| Untere Straße 30 51° 54′ 42″ N, 9° 25′ 23″ O           | Wohn-/Wirtschaftsgebäude |                                                 | 26790524 | BW   |
| Straße Brevörde-Ottenstein 51° 55′ 22″ N, 9° 25′ 48″ O | Straße                   | Von B 83 hierher, zur Hälfte im Ortsteil Grave. | 26808087 | BW   |
| Heidbrink, Zur Brille 51° 54′ 46″ N, 9° 27′ 43″ O      | Treidelpfad              |                                                 | 26806810 | BW   |

## Grave
Baudenkmale im Ortsteil Grave.

### Gruppe: Hofanlage
Die Gruppe „Hofanlage“ hat die ID 26972783.

| Lage                                                     | Bezeichnung              | Beschreibung | ID       | Bild |
| -------------------------------------------------------- | ------------------------ | ------------ | -------- | ---- |
| Hauptstr. 17 (ehem. Grave 6) 51° 54′ 45″ N, 9° 27′ 35″ O | Wohn-/Wirtschaftsgebäude |              | 26790575 | BW   |
| Hauptstr. 19 (ehem. Grave 6) 51° 54′ 44″ N, 9° 27′ 34″ O | Wohn-/Wirtschaftsgebäude |              | 26790591 | BW   |

### Einzeldenkmale
| Lage                                 | Bezeichnung       | Beschreibung | ID       | Bild |
| ------------------------------------ | ----------------- | ------------ | -------- | ---- |
| Grave 57 51° 54′ 46″ N, 9° 27′ 43″ O | Kirche (Bauwerk)  |              | 26790607 | BW   |
| 51° 54′ 46″ N, 9° 27′ 43″ O          | Epitaph (Denkmal) |              | 26790558 | BW   |